# Lonoke
Lonoke es una ciudad ubicada en el condado de Lonoke en el estado estadounidense de Arkansas. En el Censo de 2010 tenía una población de 4287 habitantes y una densidad poblacional de 338,15 personas por km².

## Geografía
Lonoke se encuentra ubicada en las coordenadas 34°47′27″N 91°54′27″O / 34.79083, -91.90750. Según la Oficina del Censo de los Estados Unidos, Lonoke tiene una superficie total de 12.68 km², de la cual 11.92 km² corresponden a tierra firme y (5.94%) 0.75 km² es agua.

## Demografía
Según el censo de 2010, había 4287 personas residiendo en Lonoke. La densidad de población era de 338,15 hab./km². De los 4287 habitantes, Lonoke estaba compuesto por el 73.29% blancos, el 23.4% eran afroamericanos, el 0.77% eran amerindios, el 0.33% eran asiáticos, el 0.05% eran isleños del Pacífico, el 0.98% eran de otras razas y el 1.19% pertenecían a dos o más razas. Del total de la población el 1.84% eran hispanos o latinos de cualquier raza.